# Barcelona Búfals 2018
Questa voce raccoglie le informazioni riguardanti i Barcelona Búfals nelle competizioni ufficiali della stagione 2018.

## Maschile

### XXX LCFA Senior

#### Stagione regolare
| 25 novembre 2017, ore 16:00 | Barberá Rookies | 27 – 25 referto | Barcelona Búfals |  |

| 17 dicembre 2017, ore 11:00 | Barcelona Búfals | 38 – 7 referto | Vilafranca Eagles |  |

| 14 gennaio 2018 | Barcelona Búfals | 34 – 33 referto | Barcelona Uroloki |  |

| 28 gennaio 2018, ore 17:00 | Argentona Bocs | 35 – 19 referto | Barcelona Búfals |  |

| 11 febbraio 2018, ore 12:00 | Salt Falcons /Vall d'Aro Senglars | 21 – 14 referto | Barcelona Búfals |  |

| 24 febbraio 2018, ore 16:00 | Barcelona Pagesos | 13 – 41 referto | Barcelona Búfals |  |

| 18 marzo 2018, ore 11:00 | Barcelona Búfals | 26 – 10 referto | Terrassa Reds |  |

#### Playoff
| 8 aprile 2018, ore 12:30 | Terrassa Reds | 13 – 0 | Barcelona Búfals |  |

### Statistiche di squadra
| Competizione      | %Vittorie | In casa | In casa | In casa | In casa | In casa | In casa | In trasferta | In trasferta | In trasferta | In trasferta | In trasferta | In trasferta | Totale | Totale | Totale | Totale | Totale | Totale |
| Competizione      | %Vittorie | G       | V       | N       | P       | Pf      | Ps      | G            | V            | N            | P            | Pf           | Ps           | G      | V      | N      | P      | Pf     | Ps     |
| ----------------- | --------- | ------- | ------- | ------- | ------- | ------- | ------- | ------------ | ------------ | ------------ | ------------ | ------------ | ------------ | ------ | ------ | ------ | ------ | ------ | ------ |
| Stagione regolare | .571      | 3       | 3       | 0       | 0       | 98      | 50      | 4            | 1            | 0            | 3            | 99           | 96           | 7      | 4      | 0      | 3      | 197    | 146    |
| Playoff           | .000      | 0       | 0       | 0       | 0       | 0       | 0       | 1            | 0            | 0            | 1            | 0            | 13           | 1      | 0      | 0      | 1      | 0      | 13     |
| Totale            | .500      | 3       | 3       | 0       | 0       | 98      | 50      | 5            | 1            | 0            | 4            | 99           | 109          | 8      | 4      | 0      | 4      | 197    | 159    |

## Femminile

### LNFA Femenina 2018

#### Stagione regolare
| Barcellona 21 gennaio 2018, ore 16:30 | Barcelona Búfals | 14 – 6 referto | L'Hospitalet Pioners | Campo del Agapito |

| Badalona 4 febbraio 2018, ore 13:30 | Badalona Dracs | 0 – 34 referto | Barcelona Búfals | Camp Municipal de Montigalà |

| Terrassa 11 febbraio 2018, ore 16:00 | Terrassa Reds | 13 – 12 referto | Barcelona Búfals | Pistas de Can Jofresa |

| Barcellona 4 marzo 2018, ore 15:00 | Barcelona Búfals | 12 – 25 referto | Barberá Rookies | Camp de Futbol de la Barceloneta |

| Barcellona 25 marzo 2018, ore 16:00 | Barcelona Búfals | 38 – 0 referto | Badalona Dracs | Camp de Futbol de la Barceloneta |

| Barcellona 15 aprile 2018, ore 14:00 | Barcelona Búfals | 34 – 6 referto | Terrassa Reds | Camp de Futbol de la Barceloneta |

| 13 maggio 2018, ore 10:30 | Barberá Rookies | 39 – 12 referto | Barcelona Búfals |  |

| L'Hospitalet de Llobregat 19 maggio 2018, ore 12:00 | L'Hospitalet Pioners | 6 – 18 referto | Barcelona Búfals | Complex Esportiu L'Hospitalet Nord |

#### Playoff
| Barberà del Vallès 26 maggio 2018, ore 16:30 | Barberá Rookies | 27 – 6 referto | Barcelona Búfals | Instal·lacions de Can Llobet |

### Statistiche di squadra
| Competizione      | %Vittorie | In casa | In casa | In casa | In casa | In casa | In casa | In trasferta | In trasferta | In trasferta | In trasferta | In trasferta | In trasferta | Totale | Totale | Totale | Totale | Totale | Totale |
| Competizione      | %Vittorie | G       | V       | N       | P       | Pf      | Ps      | G            | V            | N            | P            | Pf           | Ps           | G      | V      | N      | P      | Pf     | Ps     |
| ----------------- | --------- | ------- | ------- | ------- | ------- | ------- | ------- | ------------ | ------------ | ------------ | ------------ | ------------ | ------------ | ------ | ------ | ------ | ------ | ------ | ------ |
| Stagione regolare | .500      | 4       | 3       | 0       | 1       | 98      | 37      | 4            | 2            | 0            | 2            | 76           | 58           | 8      | 5      | 0      | 3      | 174    | 95     |
| Playoff           | .000      | 0       | 0       | 0       | 0       | 0       | 0       | 1            | 0            | 0            | 1            | 6            | 27           | 1      | 0      | 0      | 1      | 6      | 27     |
| Totale            | .556      | 4       | 3       | 0       | 1       | 98      | 37      | 5            | 2            | 0            | 3            | 82           | 85           | 9      | 5      | 0      | 4      | 180    | 122    |